# Palmeirina
Palmeirina este un oraș în Pernambuco (PE), Brazilia.